# Neopsylla bidentatiformis
Neopsylla bidentatiformis är en loppart som först beskrevs av Wagner 1893.  Neopsylla bidentatiformis ingår i släktet Neopsylla och familjen mullvadsloppor. Inga underarter finns listade i Catalogue of Life.